# ローラ・ジスキン
ローラ・エレン・ジスキン（Laura Ellen Ziskin, 1950年3月3日 - 2011年6月12日）は、アメリカ合衆国の映画プロデューサーである。史上はじめてアカデミー賞を単独でプロデュースしたプロデューサーであり、2002年の第74回と2007年の第79回をプロデュースした。

## 生涯
カリフォルニア州サンフェルナンド・バレーで生まれ育った。父親のジェイ・ジスキンは心理学者で弁護士であり、1997年に77歳で前立腺癌により亡くなった。ユダヤ系の家族である。1973年に南カリフォルニア大学の映画芸術学部を卒業後、ジスキンはゲーム・ショウの脚本を書き始め、その後はジョン・ピーターズの個人秘書になった。ジスキンはすぐにピーターズの製作会社の企画幹部となり、1976年のバーブラ・ストライサンド主演の『スター誕生』に着手した。27歳くらいの頃に脚本家のジュリアン・バリーと結婚し、連れ子3人を育てるためにコネチカット州に移った。後に2人は娘を一人もうけた。2010年にジスキンはアルヴィン・サージェントと再婚し、死亡するまで婚姻関係を続けた。

### フォグウッド・フィルムズ及びインディペンデント・プロデューサー時代
1984年にサリー・フィールドと共にフォグウッド・フィルムズを設立し、『マーフィのロマンス』を製作した。またインディペンデント・プロデューサーとしても活動し、当時無名だったケビン・コスナーとショーン・ヤングをジーン・ハックマンと共演させ、オライオン・ピクチャーズで『追いつめられて』を製作した。1988年、ジスキンはイアン・サンダーと共同でデニス・クエイド主演の『D.O.A.』と『熱き愛に時は流れて』を製作した。

### タッチストーン・ピクチャーズ
1990年、タッチストーン・ピクチャーズのもとでジュリア・ロバーツとリチャード・ギア主演のコメディ『プリティ・ウーマン』に製作総指揮として参加した。翌年の『おつむて・ん・て・ん・クリニック』では製作時に出演者のビル・マーレイとの意見の相違があった。それと『ドクター』の2作は興行収入は『プリティ・ウーマン』ほど芳しくなかった。1992年、コロンビア映画でスティーヴン・フリアーズの『靴をなくした天使』を製作し、さらに原案にも協力した。1994年には短編映画 『Oh, What a Day! 1914』で監督デビューした。1995年、ローラ・ジスキン・プロダクションズでニコール・キッドマン主演の『誘う女』を製作した。

### フォックス2000
1994年に20世紀フォックス傘下のフォックス2000の社長に就任し、そのあいだにエドワード・ズウィック監督の戦争映画『戦火の勇気』、恋愛映画『素晴らしき日』、パット・オコナーの『秘密の絆』、ディザスター大作『ボルケーノ』が公開された。ジスキンとトム・ロスマンは映画『イングリッシュ・ペイシェント』の脚本開発を援助していたが、スタジオ社長のビル・メカニックがアンソニー・ミンゲラに映画の権利を返し、ミラマックスが製作・配給することになった。
1997年の『恋愛小説家』の製作総指揮を務め、同作品はアカデミー賞7部門で候補に挙がり、ジャック・ニコルソンとヘレン・ハントが主演男優賞、主演女優賞を受賞した。

### コロンビア映画
社長就任の約5年後となる1999年11月、ジスキンはフォックス2000を辞め、コロンビア ピクチャーズへ移った。2002年3月に第74回アカデミー賞をプロデュースし、5月には大作映画『スパイダーマン』が公開された。『スパイダーマン』は批評家に絶賛され、興行的にも成功し、2002年最大のヒット作となった。この成功を受け、『スパイダーマン2』、『スパイダーマン3』を製作した。また2002年、これまでの彼女のエンターテインメント産業での功績をたたえてクリスタル賞が贈られた。

## 乳癌との戦い
2004年2月、ジスキンはステージ3の乳癌であると診断された。
2008年5月28日、ジスキンはケイティ・クーリック、シェリー・ランシング、エンターテインメント・インダストリー・ファウンデーション、ノレーン・フレーザ・ファウンデーション、エレン・ジフレンと共にスタンド・アップ・トゥ・キャンサー（SU2C）を設立した。SU2Cは乳癌、前立腺癌、皮膚がん、脳腫瘍、大腸癌、子宮頸癌などを含むあらゆる癌の研究を支援する団体である。
2011年6月12日、乳癌によりカリフォルニア州サンタモニカの自宅で亡くなった。61歳だった。

## 主なフィルモグラフィ

### 映画
- マーフィのロマンス Murphy's Romance (1985) 製作
- 追いつめられて No Way Out (1987) 製作
- D.O.A. D.O.A. (1988) 製作
- レスキュー The Rescue (1988) 製作
- 熱き愛に時は流れて Everybody's All-American (1988) 製作
- プリティ・ウーマン Pretty Woman (1990) 製作総指揮
- おつむて・ん・て・ん・クリニック What About Bob? (1991) 製作・原案
- ドクター The Doctor (1991) 製作
- 靴をなくした天使 Hero (1992) 製作・原案
- 誘う女 To Die For (1995) 製作
- 恋愛小説家 As Good as It Gets (1997) 製作総指揮
- スパイダーマン Spider-Man (2002) 製作
- スパイダーマン2 Spider-Man 2 (2004) 製作
- ステルス Stealth (2005) 製作
- スパイダーマン3 Spider-Man 3 (2007) 製作
- アメイジング・スパイダーマン The Amazing Spider-Man (2012) 製作
- 大統領の執事の涙 Lee Daniels' The Butler (2013) 製作

### テレビ
- 第74回アカデミー賞 The 74th Annual Academy Awards (2002) 製作
- 第79回アカデミー賞 The 79th Annual Academy Awards (2007) 製作